# 维塔数码
维塔数码（英語：Weta Digital）是位于新西兰的电影特技公司，由彼德·積遜创立，创业之初主要接受来自積遜导演的工作，随后由于《指环王》的轰动效应而聲名大噪。后期承接许多大型电影的特技，包括《金刚》、《魔幻王國》、《智能叛變》、《阿凡达》、《玩命關頭》、《艾莉塔：戰鬥天使》等，声势直逼工业光魔。2021年11月，游戏引擎Unity的开发商Unity科技宣布将以16.25亿美元收购维塔数码旗下的技术部门并独立为一家新公司，新公司将更名为「WETA FX」。

## 視覺特效電影
- 指环王：护戒使者（2001）
- 指环王：双塔奇兵（2002）
- 指环王：王者归来（2003）

## 外部連結
- 官方网站
- Massive （页面存档备份，存于）
- 互联网电影数据库上维塔数码的资料（英文）
- Official Facebook page （页面存档备份，存于）